# أرسلان شاه الأول
أرسلان شاه الأول هو سلطان سلجوقي من سلاجقة كرمان، حكم كرمان بين عامي 1101 و1142.
أرسلان شاه الأول خلف ابن أخيه إيران شاه (1096-1101) وخلفه ابنه محمد الأول (محمد) (1142-1156).